# ブルース・マッカンドレス
ブルース・マッカンドレス1世（Bruce McCandless I, 1911年8月12日 - 1968年1月24日）は、アメリカ合衆国の海軍軍人。最終階級は海軍少将。名誉勲章受章者。
1942年11月12日から13日にかけてガダルカナル島沖で展開された第三次ソロモン海戦（第一夜戦）において、乗艦していた重巡洋艦「サンフランシスコ」 (USS San Francisco, CA-38) に日本艦隊からの砲弾が命中して上層部が軒並み戦死する中で生き残った士官として事態の収拾にあたり、艦を生き残らせようとする使命感と本来なら違法に値する行為をもって味方を救ったことが評価されて名誉勲章が授けられた。1984年のスペースシャトルミッション「STS-41-B」において、史上初めて命綱なしの宇宙遊泳を行ったブルース・マッカンドレス2世は息子にあたる。

## 生涯
ブルース・マッカンドレス1世は1911年8月12日、ワシントンD.C.に生まれる。マッカンドレス家は1860年代に無法者のギャング集団として悪名を轟かせていたマッカンレス・ギャングに端を発する家であり、1861年にガンマンのワイルド・ビル・ヒコックによって一味がことごとく討たれてからはコロラド州フローレンスに移り、マッカンドレスと改姓していた。父のバイロン・マッカンドレス（アナポリス1905年組）は海軍代将を務め、また旗章学の専門家としても知られていた。コロラド州からの推薦を受けてアナポリスに入学し、1932年に卒業。卒業年次から「アナポリス1932年組」と呼称されたこの世代の同期には、日本海における潜水艦作戦「バーニー作戦」の指揮官アール・T・ハイデマン、潜水艦「スペードフィッシュ」 (USS Spadefish, SS-411) 艦長として14隻撃沈を記録したゴードン・W・アンダーウッドなどがいる。
アナポリス卒業後、マッカンドレスは士官候補生を経て1935年に少尉に任官し、重巡洋艦「ルイビル」 (USS Louisville, CA-28) 乗組みとなって第11偵察飛行隊の砲術士官となった。1936年から1938年にかけては重巡洋艦「インディアナポリス」 (USS Indianapolis, CA-35) と駆逐艦「ケース」(USS Case, DD-370) 乗組みとなる。1939年9月にアナポリスに戻って上級課程を修めたあと中尉に昇進し、「サンフランシスコ」に配属された。1941年12月7日の真珠湾攻撃によるアメリカの第二次世界大戦参戦後の1942年6月に少佐に昇進、「サンフランシスコ」は日本軍の脅威迫るソロモンの戦線に向かうこととなり、1942年8月の上陸に端を発するガダルカナル島の戦いに参戦することとなった。
1942年10月、「サンフランシスコ」はダニエル・J・キャラハン少将（アナポリス1911年組）を迎えて第67.4任務群の旗艦となる。キャラハンは5月まで「サンフランシスコ」に艦長として乗艦しており、マッカンドレスとも顔が知れた仲であった。南太平洋軍司令官ウィリアム・ハルゼー中将（アナポリス1904年組）はガダルカナル島行の輸送船団にキャラハンの第67.4任務群を添えることを計画し、任務群は任務が終われば即座に避退するよう命じた。輸送船団はガダルカナル島沖に到着して揚陸を開始し、やがて偵察機が阿部弘毅少将率いる日本艦隊を発見したため揚陸作業は9割方終わったところで打ち切られ、キャラハンとノーマン・スコット率いる2つの任務群は、敢えてハルゼーの命令に反して味方部隊を守るため海域にとどまり、日本艦隊との対決に備えた。11月12日深夜から彼我の艦隊は徐々に接近しつつあったが、旧式レーダーしか装備していない「サンフランシスコ」では状況が全くつかめていなかった。ほどなくスコットの旗艦である軽巡洋艦「アトランタ」 (USS Atlanta, CL-51) は日本側の戦艦「比叡」および「霧島」からの砲撃を受けて大破し、スコット以下多くの幕僚が戦死する。「サンフランシスコ」は炎上する「アトランタ」を日本艦と判断して砲撃し、間違いを悟ったキャラハンは体勢を立て直して「比叡」と砲撃戦を演じたが、間もなく「霧島」からの砲弾が艦橋に命中してキャラハンや艦長のカッシン・ヤング大佐（アナポリス1916年組）ら任務群と艦の幹部は戦死した。
司令官のキャラハン、艦長のヤングの戦死によりマッカンドレスが被害対策担当班のハーバート・E・スキャンランド少佐（アナポリス1925年組）とともに「サンフランシスコ」の最先任者となった。スキャンランドの方が先任者であったが修理に専念することとなり、スキャンランドは操舵全般をマッカンドレスに委ねた。マッカンドレスは「サンフランシスコ」の指揮を執るにあたって、キャラハンの名義で命令を発した。「サンフランシスコ」は上部構造の被害が大きく一時は進退が窮まるほどであったが、やがて持ち直して避退行動に入り、11月14日にエスピリトゥサント島に到着して死線を乗り越えた。ところで、マッカンドレスがキャラハンの名前を使って一切の命令を発したことは、本来であれば一種の「なりすまし」に相当し、重大な違法行為として軍法会議で追及されるところであったが、マッカンドレスが作戦に直接タッチしていたこととキャラハンの戦死を日本側から秘匿する必要性があったことから違法行為は「機転」扱いとなり、同じく艦を救ったスキャンランドとともに名誉勲章が授けられることとなった。また、同時に中佐に昇進した。
1944年7月、マッカンドレスは「サンフランシスコ」を退艦し、就役したばかりの駆逐艦「グレゴリー」(USS Gregory, DD-802) の初代艦長となる。「グレゴリー」艦長としては1945年2月から3月の硫黄島の戦いと4月から6月の沖縄戦の掩護に従事し、1945年4月8日に陸軍特攻隊の攻撃を受けて損傷するものの持ちこたえ、戦功によりシルバースターが授与された。戦争終結後はロサンゼルスのターミナル島にある海軍作戦基地のスタッフとなり、1946年11月には海軍作戦部入りして副長付となる。1949年5月に海上勤務に戻って第二機雷群司令となり、1950年6月にはアナポリスの副校長付となって1951年1月には大佐に昇進するも、やがて病を得て1952年9月に少将に名誉昇進して退役した。
1968年1月24日、ブルース・マッカンドレス1世はワシントンD.C.において56歳で亡くなり、アナポリス構内の墓地に埋葬されている。ノックス級フリゲートの「マッカンドレス」 (USS McCandless, FF-1084) は、自身と父を記念して命名された。

## 名誉勲章

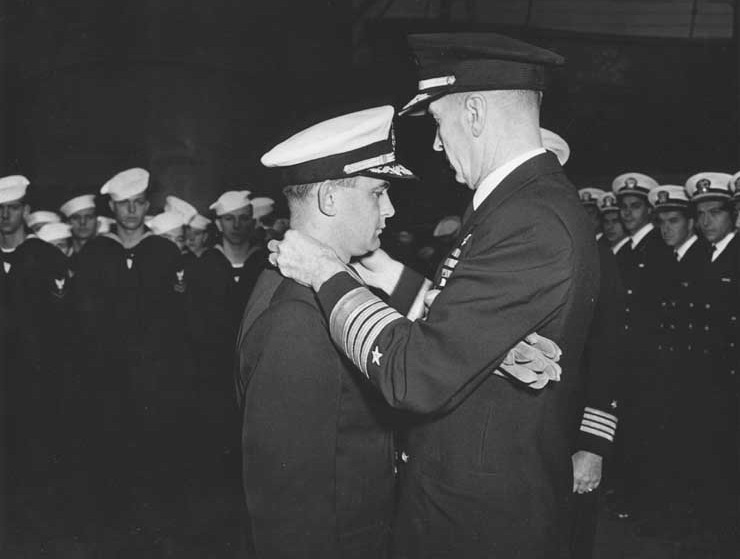
アーネスト・キング大将から名誉勲章を授与されるマッカンドレス（1942年12月12日）

### サイト
- “Rear Admiral Bruce McCandless, USN (Retired), (1911-1968)” (英語). US Navy Heritage & History Command.   US Navy. 2013年8月6日閲覧。
- “McCandless, Bruce; Lt. Cdr., USN” (英語). USS San Francisco Memorial Foundation.   USS San Francisco Memorial Foundation, INC.. 2013年8月6日閲覧。
- "ブルース・マッカンドレス". Hall of Valor. Military Times. 2013年8月6日閲覧。
- この記事はアメリカ合衆国政府の著作物であるDictionary of American Naval Fighting Shipsに由来する文章を含んでいます。 記事はこことここで閲覧できます。

### 印刷物
- Blair,Jr, Clay (1975). Silent Victory The U.S.Submarine War Against Japan. Philadelphia and New York: J. B. Lippincott Company. ISBN 0-397-00753-1
- デニス・ウォーナー、ペギー・ウォーナー『ドキュメント神風 特攻作戦の全貌』 下、妹尾作太男（訳）、時事通信社、1982年。ISBN 4-7887-8218-9。
- 木俣滋郎『日本戦艦戦史』図書出版社、1983年。
- イヴァン・ミュージカント『戦艦ワシントン』中村定（訳）、光人社、1988年。ISBN 4-7698-0418-0。
- E.B.ポッター『BULL HALSEY/キル・ジャップス！ ブル・ハルゼー提督の太平洋海戦史』秋山信雄（訳）、光人社、1991年。ISBN 4-7698-0576-4。
- C.W.ニミッツ、E.B.ポッター『ニミッツの太平洋海戦史』実松譲、冨永謙吾（共訳）、恒文社、1992年。ISBN 4-7704-0757-2。